# Preiß
Preiß steht für:
- Preiß oder Preiss, deutscher Familienname
- Preiß, eine aus Bayern stammende Dialektbezeichnung ursprünglich für Nord- oder Ostdeutsche, später für Fremde allgemein.